# Elke Brüggen
Elke Brüggen (* 1956 in Bedburg) ist eine deutsche Germanistin und Kultur- und Literaturwissenschaftlerin.

## Akademischer Werdegang
Das Studium der Fächer Deutsch, Englisch, Theater-, Film und Fernsehwissenschaft sowie der Kunstgeschichte an der Universität zu Köln schloss sie 1982 mit der Ersten Staatsprüfung für das Lehramt ab. Von 1984 bis 1994 war sie ebenda zunächst als wissenschaftliche Mitarbeiterin und dann als Assistentin am Institut für Sprache und Literatur angestellt. Bereits 1986 erfolgte die Promotion zum Thema „Kleidung und Mode in der höfischen Epik des 12. und 13. Jahrhunderts“ und 1995 habilitierte sie sich mit der Arbeit  „Laienunterweisung. Untersuchungen zur deutschsprachigen weltlichen Lehrdichtung des 12. und 13. Jahrhunderts“; beide Arbeiten wurden von Joachim Bumke betreut. Nach Lehrstuhlvertretungen in Bochum und Bonn wurde Brüggen zur C4-Professorin für Ältere Germanistik (mit besonderer Berücksichtigung der deutschen Literatur des Mittelalters) an der Rheinischen-Friedrich-Wilhelms-Universität Bonn ernannt. Darüber hinaus nahm sie mehrere Gastdozenturen in Seoul und Tokyo wahr.
Ihre Forschungsschwerpunkte sind unter anderem Erzähl- und Literaturtheorie, literarische Darstellung von (weiblichen) Figuren, kultur- und mediengeschichtliche Kontexte in mittelalterlicher Literatur sowie Text-Bild-Relationen. Vermehrt untersucht sie Prozesse der Verhaltensnormierung und der Formierung kultureller Codes, die Prägung und Zugänglichkeit von Wissensbeständen, aber auch die Bildung und Darstellung von Machtstrukturen in deutschsprachigen Texten der Vormoderne. Ausdruck fand dies beispielsweise im Teilprojekt „Kaiser und Könige. Macht und Herrschaft im Reflexionsmedium deutschsprachiger Literatur des Mittelalters“ des Sonderforschungsbereichs „Macht und Herrschaft – Vormoderne Konfigurationen in transkultureller Perspektive“, an das sich seit August 2022 das DFG-Forschungsprojekt „Dynamiken der Macht. Das Herrschaftshandeln höfischer Eliten im Reflexionsmedium deutschsprachiger Literatur des Mittelalters“ thematisch anschließt. Brüggen arbeitet an einer kommentierten Neuausgabe des Parzival des Wolfram von Eschenbach mit.

## Schriften (Auswahl)

### Monographien
- Kleidung und Mode in der höfischen Epik des 12. und 13. Jahrhunderts (= Beihefte zum Euphorion 23). Winter, Heidelberg 1989.
- Laienunterweisung. Untersuchungen zur deutschsprachigen weltlichen Lehrdichtung des 12. und 13. Jahrhunderts. Köln 1994 [unpubliziert].

### Herausgeberschaften
- mit Franz-Josef Holznagel, Sebastian Coxon und Almut Suerbaum unter Mitarbeit von Reinhold Katers: Text und Normativität im deutschen Mittelalter. Berlin/Boston 2012.
- mit Michael Bernsen und Matthias Becher: Gründungsmythen Europas im Mittelalter (= Gründungsmythen Europas in Literatur, Musik und Kunst 6). Göttingen 2013.
- mit Mechthild Albert und Konrad Klaus: Die Macht des Herrschers. Personale und transpersonale Aspekte (= Macht und Herrschaft 4). Göttingen 2019.
- Erzählen von Macht und Herrschaft. Die Kaiserchronik im Kontext zeitgenössischer Geschichtsschreibung und Geschichtsdichtung (= Macht und Herrschaft 5). Göttingen 2019.
- mit Mechthild Albert, Ulrike Becker und Karina Kellermann: Textualität von Macht und Herrschaft. Literarische Verfahren im Horizont transkultureller Forschungen (= Macht und Herrschaft 7). Göttingen 2020.

### Aufsätze
- Minnelehre und Gesellschaftskritik im 13. Jahrhundert. Zum Frauenbuch Ulrichs von Lichtenstein. In: Euphorion 83 (1989), S. 72–97.
- Inszenierte Körperlichkeit. Formen höfischer Interaktion am Beispiel der Joflanze-Handlung in Wolframs Parzival. In: Jan-Dirk Müller (Hrsg.): ‚Aufführung‘ und ‚Schrift‘ in Mittelalter und Früher Neuzeit. DFG-Symposion 1994 (= Germanistische Symposien. Berichtsbände 17). Stuttgart/Weimar 1996, S. 205–221.
- Fiktionalität und Didaxe. Annäherungen an die Dignität lehrhafter Rede im Mittelalter. In: Ursula Peters (Hrsg.): Text und Kultur. Mittelalterliche Literatur 1150–1450. DFG-Symposion 2000 (= Germanistische Symposien. Berichtsbände 23). Stuttgart/Weimar 2001, S. 546–574.
- Räume und Begegnungen. Konturen höfischer Kultur im Nibelungenlied. In: Joachim Heinzle, Klaus Klein und Ute Obhof (Hrsg.): Die Nibelungen. Sage – Epos – Mythos. Wiesbaden 2003, S. 161–188.
- Die Wort gewordene Frau. Zur Vertextung ‚weiblicher‘ Selbstreflexion in Reinmars Lyrik. In: Burkhard Hasebrink, Hans-Jochen Schiewer, Almut Suerbaum und Annette Volfing (Hrsg.): Innenräume in der Literatur des deutschen Mittelalters. Tübingen 2008, S. 225–245.
- mit Franz-Josef Holznagel: ‚Sehen‘ und ‚Sichtbarkeit‘ im Nibelungenlied. Zur Genese einer mediävistischen Fragestellung. In: Ricarda Bauschke, Sebastian Coxon und Martin H. Jones (Hrsg.): Sehen und Sichtbarkeit in der deutschen Literatur des Mittelalters. Berlin 2011, S. 78–99.
- Die Farben der Frauen. Semantiken der Colorierung des Weiblichen im Parzival Wolframs von Eschenbach. In: Monika Schausten (Hrsg.): Die Farben imaginierter Welten. Zur Kulturgeschichte ihrer Codierung in Literatur und Kunst von Mittelalter bis zur Gegenwart (= Literatur – Theorie – Geschichte. Beiträge zu einer kulturwissenschaftlichen Mediävistik 1). Berlin 2012, S. 201–225.
- Belacâne, Feirefîz und die anderen. Zur Narrativierung von Kulturkontakten im Parzival Wolframs von Eschenbach. In: Christian Moser, Linda Simonis (Hrsg.): Figuren des Globalen. Weltbezug und Welterzeugung in Literatur, Kunst und Medien (= Global Poetics. Literatur- und kulturwissenschaftliche Studien zur Globalisierung 1). Göttingen 2014, S. 673–692.
- A wie Anfortas. Die Figur des kranken Königs im Parzival Wolframs von Eschenbach. In: Roland Ißler, Rolf Lohse und Ludger Scherer (Hrsg.): Europäische Gründungsmythen im Dialog der Literaturen. Festschrift für Michael Bernsen zum 65. Geburtstag (= Gründungsmythen Europas in Literatur, Musik und Kunst 13). Göttingen 2019, S. 43–56.
- Schwarze Sonne. Verweigerte Musterhaftigkeit bei der literarischen Evokation weiblicher Schönheit in Wolframs Parzival. In: Elisabeth Lienert unter Mitarbeit von Amina Šahinović und Catharina B. Haug (Hrsg.): Poetiken des Widerspruchs in vormoderner Erzählliteratur. Wiesbaden 2019, S. 201–217.
- mit Jasmin Leuchtenberg: Weibliche Herrschaft in Text und Bild. Überlegungen zum Eneasroman Heinrichs von Veldeke. In: Andrea Stieldorf (Hrsg.): Macht und Herrschaft im Siegel- und Münzbild (= Studien zu Macht und Herrschaft 14). Göttingen 2021, S. 137–201.